# Вулиця Короленка (Полтава)

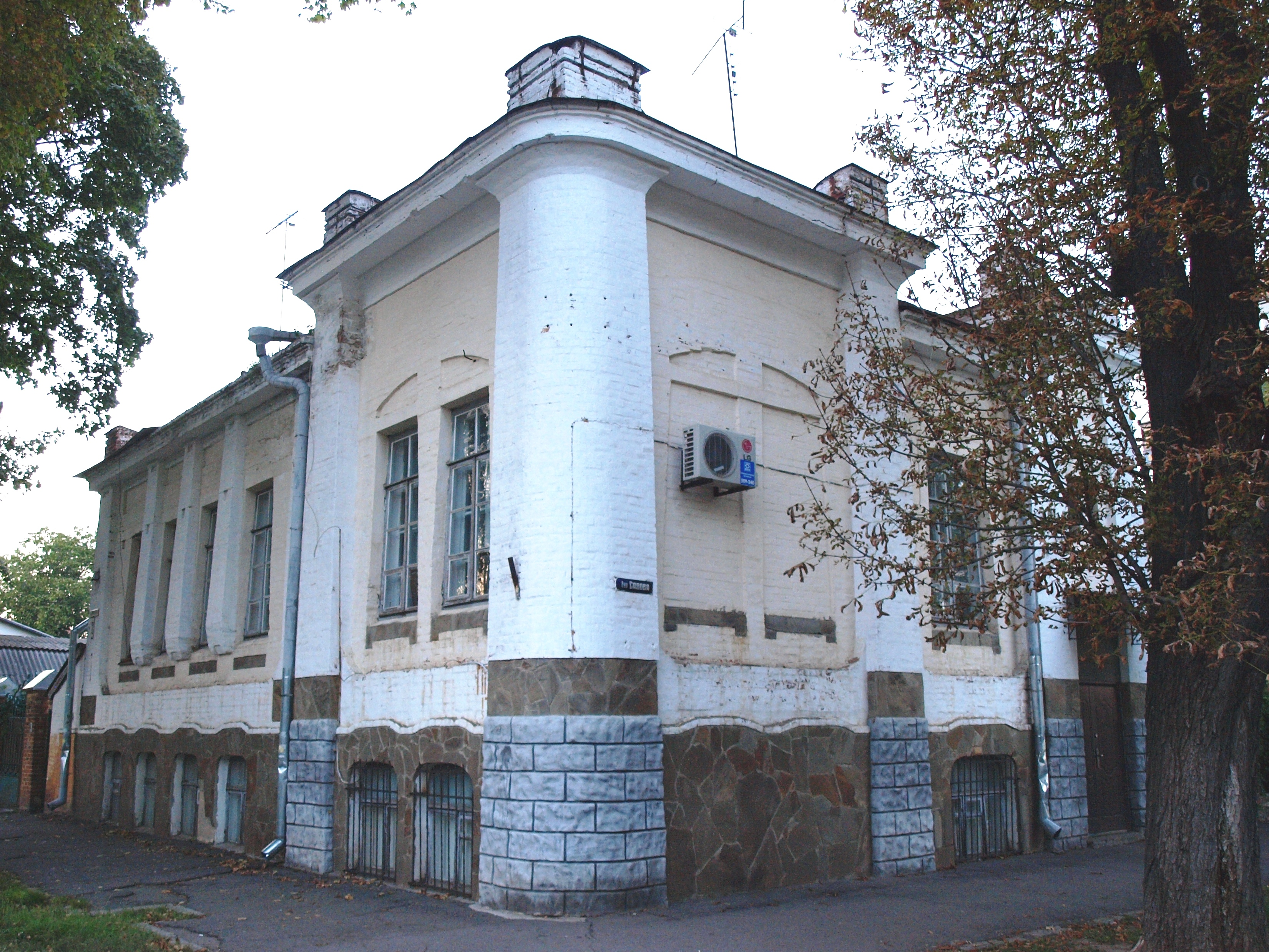
Будинок на розі вулиць Короленка і Садової

Ву́лиця Короле́нка — одна із вулиць Полтави, знаходиться в  Шевченківському районі. Пролягає від вулиці Садової до вулиці Стрітенської. Сучасна назва з 1920-х років на честь Володимира Короленка (1853-1921) — російського письменника, публіциста, громадського діяча. До вулиці Короленка прилучаються вулиці Магдебурзького Права та Оксани Мешко.
Вулицю прокладено у другій половині XIX століття. Первісна назва — вулиця Мало-Садова. У 1859 році на розі вулиць Срітенської та Малосадової навпроти території богоугодних закладів було збудовано Хрестоздвиженський костьол (розібраний у 1937 році). Забудована житловими будинками. У будинку № 1, в якому в 1903—1921 роках жив письменник, відкрито музей Володимира Короленка.